# مركز الرديفة
الرديفة هي أحد المراكز التابعة لمحافظة دومة الجندل في منطقة الجوف في المملكة العربية السعودية.

## الموقع
يقع المركز إلى الغرب من محافظة دومة الجندل على بعد 20 كم تقريباً على الطريق العام.

## السكان
وفقاً لاحصاء سنة 1431 للهجرة (2010 للميلاد) فإن عدد السكان المركز بلغ 1759 سعودي و913 غير سعودي.

## المصدر
- دليل الخدمات: منطقة الجوف. مصلحة الاحصاءات العامة والمعلومات، المملكة العربية السعودية.